# هریبرت وبر
هریبرت وبر (آلمانی: Heribert Weber؛ زادهٔ ۲۸ ژوئن ۱۹۵۵) بازیکن سابق و مربی فوتبال اهل اتریش است.
از باشگاه‌هایی که در آن بازی کرده‌است می‌توان به باشگاه فوتبال ردبول زالتسبورگ، باشگاه فوتبال اشتورم گراتس، باشگاه فوتبال راپید وین، و باشگاه فوتبال آستریا زالتسبورگ اشاره کرد.
وی همچنین در تیم ملی فوتبال اتریش بازی کرده‌است.